# Mitridates II
Mitridates II (en grec antic Mιθριδάτης) era sàtrapa del Pont. Quan va accedir al poder no era rei, i la seva numeració es repeteix després amb el segon Mitridates que sí que va ser rei del Pont, i de vegades és anomenat incorrectament Mitridates IV.
Va succeir al seu pare Ariobarzanes II del Pont l'any 337 aC, segons Diodor de Sicília. El seu sobrenom era Ktistés (κτιστής) és a dir "fundador", per haver fundat el regne independent del Pont. Segons Apià Mitridates II era el vuitè descendent del primer sàtrapa del Pont, instaurat per Darios el Gran, i el sisè ascendent de Mitridates VI Eupator. Diodor de Sicília li assigna un regnat de 35 anys del 337 aC al 301 aC, però sembla segur que no va mantenir el càrrec de forma ininterrompuda.
Va aconseguir la independència del regne l'any 334 aC després de la derrota de l'Imperi Persa per part d'Alexandre el Gran a la batalla del Grànic. Va perdre el regne en alguns moments però la història és prou desconeguda per concretar cap data. Va haver d'acceptar el domini macedoni segurament a partir del 322 aC quan Perdicas d'Orèstia va conquerir Capadòcia, però més tard va ser un dels homes de confiança d'Antígon el Borni.
Antígon un dia va tenir un somni sobre la futura grandesa de Mitridates i va decidir la seva execució, però Demetri Poliorcetes va informar Mitridates, que va fugir (potser cap a l'any 318 aC) amb un grup de soldats a Paflagònia on es va fortificar al castell de Cimiata a la regió de Cimiatene, on se li van reunir gent de la regió i progressivament va estendre la seva àrea de control i així va passar de ser un petit sàtrapa a esdevenir rei del Pont, segons Plutarc Apià i Estrabó.
L'any 317 aC va donar suport a Èumenes de Càrdia en contra d'Antígon, diu Diodor de Sicília, i després ja no torna a ser esmentat fins que va morir segurament el 302 aC o el 301 aC encara que sembla que s'havia sotmès altra vegada a Antígon en un moment indeterminat.
A la seva mort el va succeir sense dificultats el seu fill Mitridates III, generalment anomenat Mitridates I del Pont. Segons Llucià de Samòsata va morir amb uns 84 anys el que faria possible que fos el mateix "Mitridates fill d'Ariobarzanes" que va matar el sàtrapa Datames de Capadòcia l'any 361 aC.